# Lafoensia acuminata
Lafoensia acuminata là một loài thực vật có hoa trong họ Lythraceae. Loài này được (Ruiz & Pav.) DC. mô tả khoa học đầu tiên năm 1826.